# Swinkels Family Brewers
Swinkels Family Brewers (precedentemente Bavaria) è un birrificio olandese gestito dalla settima generazione dalla famiglia Swinkels. Il gruppo vende birra con diversi marchi, tra cui Bavaria, Swinckels, La Trappe, Palm, Hollandia, Best Bräu, Rodenbach e Steenbrugge. La sede principale si trova a Lieshout e ci sono filiali in dodici Paesi.

## Storia

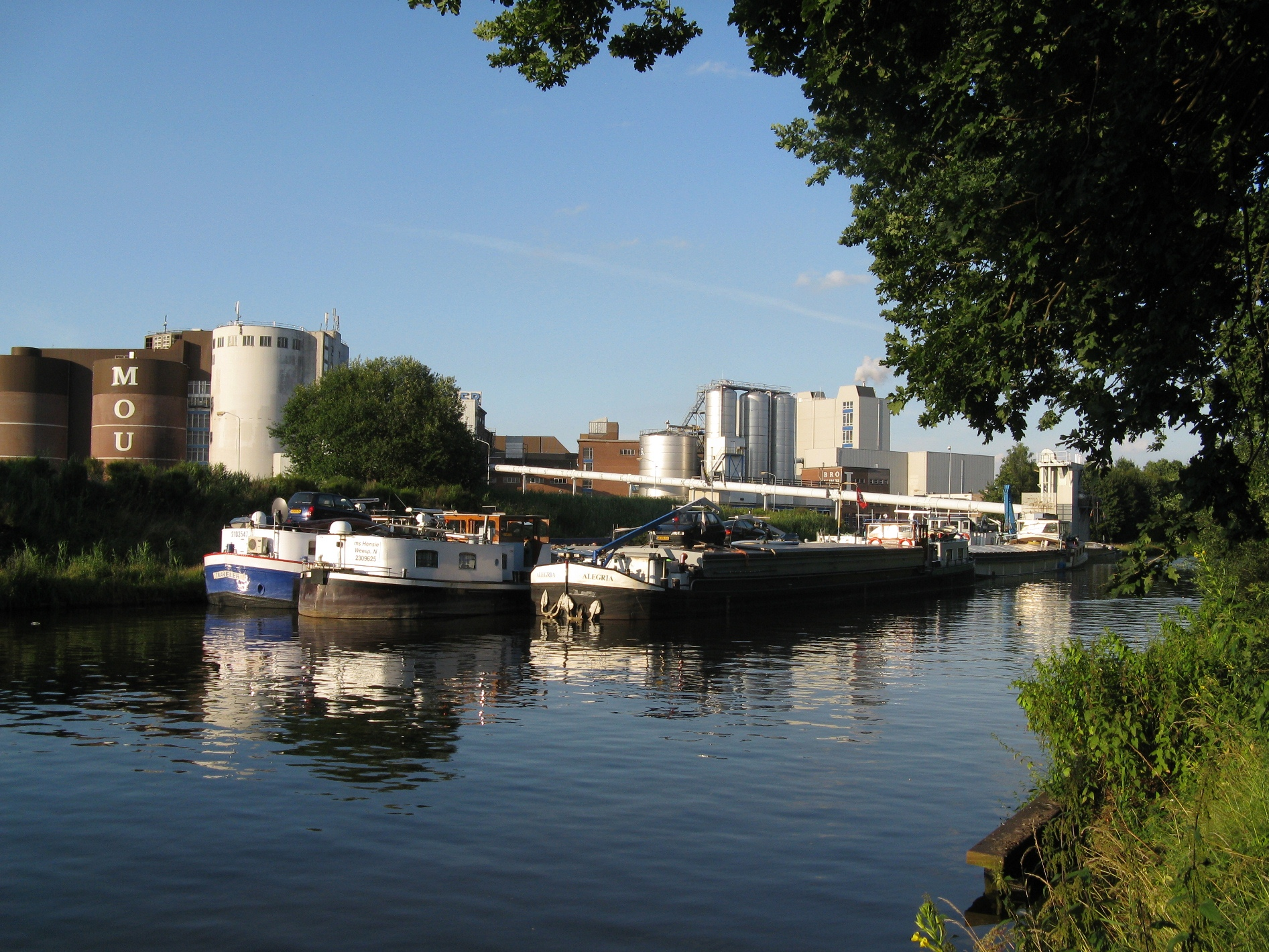
La birreria della Swinkels Family Brewers a Lieshout

Nel 1680 la birra della compagnia veniva prodotta nei Paesi Bassi da un birraio chiamato Dirk Franssen Vereijken. Nel 1764 la pronipote di Dirk Vereijken, Brigitta Moorrees (1732–1802), sposò Ambrose Swinkels (1741–1805). Dopo la morte di sua madre nel 1773, Brigitta e suo marito divennero i proprietari pieni del birrificio. Da allora, il birrificio è di proprietà della famiglia Swinkels. Ed è nel 1924 che Jan Swinkels costruì una nuova birreria, dove per la prima volta venne prodotta la pilsener.
I tre figli di Jan (Jan junior, Frans e Piet) hanno seguito le sue orme e hanno viaggiato all'estero per saperne di più sull'arte della birra. Hanno cambiato il nome della società in "Bavaria" (Baviera), un riferimento alla "birra bavarese", in quanto veniva spesso denominata sotto-birra o birra lager. La produzione annuale è aumentata da 18 barili l'anno a 12.000 hl. Per controllare la qualità degli ingredienti, nel 1940 venne avviata la costruzione della propria malteria.
Negli anni '70 ha iniziato a esportare birra, che ora viene esportata in 130 Paesi. Nel 1978 la birra Bavaria di malto analcolica veniva venduta nei Paesi musulmani di tutto il Medio Oriente.
Nel 2016, la società ha acquistato le birrerie belghe del gruppo Palm Belgian Craft Brewers per arricchire il proprio portafoglio di birre speciali con l'acquisizione di 7 nuovi marchi 5 e ha acquisito una partecipazione del 35% nel marchio De Molen.
Nel 2018 il nome fu cambiato da "Bavaria" a "Swinkels Family Brewers" (Birrai della famiglia Swinkels). L'azienda è associata alla Nederlandse Brouwers, associazione industriale di categoria dei birrifici dei Paesi Bassi.
Swinkels Family Brewers, gestita dalla settima generazione degli Swinkels, è la seconda birreria olandese con oltre 800 dipendenti. Oltre alla birra alcolica, l'azienda produce birra analcolica con uno 0,0% di alcol. Circa il 9 percento della produzione totale di birra è costituito da birra senza alcol e a bassa gradazione alcolica (meno del 3,5%). Swinkels Family Brewers gestisce sei birrerie, tre nei Paesi Bassi, due in Belgio e uno in Etiopia. Questi birrifici hanno prodotto oltre 7,5 milioni di ettolitri di birra nel 2017. La birra è prodotta in licenza in cinque Paesi. La quota di birra nel fatturato del 2017 è del 79 percento. Il contributo al fatturato delle licenze di birra è un ulteriore 1%.

## Ingredienti
Alla base della qualità della birra vi è una severa selezione degli ingredienti: luppolo, malto e lievito vengono acquistati, lavorati o prodotti dall'azienda, mentre l'acqua utilizzata proviene da una sorgente di acqua minerale di Lieshout.

## Portfolio Prodotti distribuiti in Italia
- 4.1 - Bavaria Premium Lager: è una birra strettamente correlata alla pilsener ma con un più basso tenore alcolico (4.3% gradazione alcolica), di colore chiaro (EBC: 6-9) che va servita fredda a 6 °C, prodotta in bottiglia da 33 cl e lattina da 50 cl[10].
- 4.2 - Bavaria Classica: è una birra lager (tasso alcolico del 4,8%), prodotta in bottiglie da 25 cl, 33 cl, 66 cl e lattina da 33 cl.
- 4.3 - Bavaria Premium: è una birra pilsener di buon corpo (5% gradazione alcolica) adatta a diverse occasioni di consumo, come ricco aperitivo o primi piatti mediamente strutturati, di colore chiaro (EBC: 7) che va servita fredda a 6 °C, prodotta in bottiglie da 25 cl, 33 cl, 66 cl, lattine da 33 cl, 50 cl e fusto da 30 l[11].
- 4.4 - 8.6 Original: una birra speciale da meditazione ad alta gradazione (Strong Lager 8,6%) di colore dorato (EBC: 15) che va servita fredda a 6-8 °C, prodotta in lattina 50 cl e in bottiglie da 33  cl[12].
- 4.5 - 8.6 Gold: è una birra speciale a medio/alta gradazione (Strong Pale Lager 6,5%), di colore dorato (EBC: 18) che va servita fredda a 6-8 °C, prodotta in lattina 50 cl[13].
- 4.6 - 8.6 Red: è una birra speciale ad alta gradazione (Strong Lager 7,9%) di colore rosso brillante (EBC: 40) che va servita fredda a 10 °C, nata dal mix di tre differenti tipi di malto, prodotta in lattina 50 cl[14].
- 4.7 - 8.6 Black: è una birra speciale ad alta gradazione (Baltic Porter 7,9%), di colore scuro (EBC: 150) che va servita fredda a 6-8 °C, prodotta in lattina 50 cl[15].
- 4.8 - 8.6 Extreme: è una birra speciale e quella a più alta gradazione della serie 8.6 (Strong Pale Lager/Imperial Pils 10,5%), di colore dorato (EBC: 12,5) che va servita fredda a 6-8 °C, prodotta in lattina 50 cl[16].
- 4.9 - Bavaria Radler Lemon: è una birra a bassa fermentazione considerata come bibita rinfrescante (2% gradazione alcolica), 50% birra Bavaria Premium Pilsner e 50% limonata con sapore di limone, di colore chiaro (EBC: 6) che va servita fredda a 3-4 °C, prodotta in lattine da 50 cl[17].
- 4.10 - Bavaria Radler Grapefruit: è una birra a bassa fermentazione considerata come bibita rinfrescante (2% gradazione alcolica), 50% birra Bavaria Premium Pilsner e 50% pompelmo, di colore rosato chiaro (EBC: 39) che va servita fredda a 3-4 °C, prodotta in lattine da 50 cl[18].
- 4.11 - Bavaria 0,0%: è la birra pilsener analcolica di Bavaria e nasce da un processo di produzione in cui l'alcol non si sviluppa all'interno del processo produttivo. Di colore chiaro (EBC: 6-9), va servita fredda a 6 °C. È stata la prima analcolica ad essere lanciata in Italia già nel 1991, prodotta in bottiglia da 33 cl e lattina da 33 cl[19].

## Le sponsorizzazioni
- Bavaria e il calcio. Swinkels Family Brewers è stata Main Sponsor del Torino FC da 2003/2004 a 2004/2005 - Partner ufficiale dell'UC Sampdoria nel 2004/2005 - Partner ufficiale del Genoa CFC nel 2004/2005 - Partner ufficiale dell'Empoli FC nel 2004/2005[20]- Inoltre Sponsor Istituzionale dell'AC Milan per sei stagioni consecutive, da 2004/2005 a 2009/2010[21]- Partner Ufficiale del Palermo FC 2005/2006 e 2006/2007 - Fornitore Ufficiale della Reggina 1914 nel 2006/2007 - Partner Commerciale del Catania FC nel 2006/2007 - Partner Ufficiale del Centenario e Fornitore Ufficiale del Torino FC 1906 nel 2006/2007[22].
- ForumNet. Swinkels Family Brewers è Fornitore Ufficiale di ForumNet, la società che gestisce in Italia strutture in cui si svolgono eventi musicali nazionali ed internazionali. Dopo il concorso “Bavaria Live” indetto nel 2008, nel 2009 Bavaria si lega a www.mtv.it.